# زن و بازیچه او
زن و بازیچهٔ او (به فرانسوی: La Femme et le Pantin) نام رمانی است که در سال ۱۸۹۸ میلادی توسط پیر لوئی، نویسندهٔ اهل فرانسه نوشته شده‌است. این کتاب یکی از آثار مشهور ادبی جهان است.